# Schneider Peak
Der Schneider Peak ist ein rund 1300 m hoher Berg nahe der Black-Küste im Palmerland auf der Antarktischen Halbinsel. Im Schirmacher-Massiv ragt er 10 km westsüdwestlich des Mount Geier nahe dem Kopfende des Rankin-Gletschers auf.
Der United States Geological Survey (USGS) kartierte ihn anhand eigener Vermessungen und Luftaufnahmen der United States Navy aus den Jahren von 1966 bis 1969. Gemeinsam mit dem British Antarctic Survey besuchte der USGS den Berg bei geologischen Erkundungen zwischen 1986 und 1987. Das Advisory Committee on Antarctic Names benannte ihn 1988 nach dem US-amerikanischen Kartographen David L. Schneider (* 1943), der 1974 zur Satellitengeodäsie auf der australischen Casey-Station tätig und während Eisbohrkernuntersuchungen am Law Dome im März 1974 an der Rettung australischer Mitarbeiter beteiligt war, die mit ihrem Schneemobil in eine tiefe Gletscherspalte gestürzt waren.